# Mellow Mood
Mellow Mood és un grup italià de reggae de Pordenone, format el 2005.

## Història
El grup italià de reggae Mellow Mood debutà oficialmentel 2009 amb “Move!”. Produït per Paolo Baldini, qui era més tard per esdevenir el seu tècnic de so, l'àlbum pretenia per ser el seu primer “moviment” a l'escena reggae i obtingué un èxit internacional inesperat. Gràcies als seus directes, Rototom Sunsplash va nomenar Mellow Mood el millor grup de reggae italipà, i tercer a nivell europeu aquell any. El dos singles “Only you” i “Dance Inna Babylon” tenen actualment un total de més de cinquanta milions de vistes a YouTube.

## La banda

### Membres actuals
- Jacopo Garzia - vocals, guitarra
- Lorenzo Garzia - vocals, guitarra
- Antonio Cicci - bateria (de 2015)
- Giulio Frausin - baixos, vocals
- Filippo Buresta - teclats (de 2011)

### Members antics
- Romeo Enrico Bernardini - teclats (fins que 2011)
- Stefano Salmaso - saxo (fins que 2012)
- Roberto Dazzan - trompeta (fins que 2013)

## Premis
- 2009 - Concurs de Reggae italià Rototom Sunsplash.